# We Are Motörhead
| Recensione             | Giudizio |
| ---------------------- | -------- |
| AllMusic               |          |
| Encyclopaedia Metallum | 64/100   |

(Lemmy)
We Are Motörhead è il quindicesimo album dei Motörhead, uscito nel 2000 per l'etichetta CMC.

## Il disco
Tra le tracce è presente la cover dei Sex Pistols dal titolo God Save the Queen, estratta inoltre come unico singolo e accompagnata con un videoclip. Tra le altre canzoni dell'album invece, si impongono anche Slow Dance, con i suoi "singhiozzi" hard rock, Out of Lunch, molto orecchiabile e la ballata One More Fucking Time.
L'omonima title track We Are Motörhead, in uno stile rock e auto-celebrativo e con un suono classico molto simile alle canzoni dell'album Iron Fist si riferisce, ovviamente, alla band, che in quel periodo celebrava il 25º anniversario dalla propria nascita.

## Tracce
- Tutte le tracce (eccetto quelle segnate) sono scritte da Phil Campbell, Mikkey Dee e Lemmy Kilmister

1. See Me Burning – 2:59
2. Slow Dance – 4:29
3. Stay Out of Jail – 3:02
4. God Save the Queen (Paul Cook, Steve Jones, John Lydon, Glen Matlock) – 3:19
5. Out to Lunch – 3:26
6. Wake the Dead – 5:14
7. One More Fucking Time – 6:46
8. Stagefright/Crash & Burn – 3:02
9. (Wearing Your) Heart on Your Sleeve – 3:42
10. We Are Motörhead – 2:21

## Formazione
- Lemmy Kilmister - basso, voce
- Phil Campbell - chitarra
- Mikkey Dee - batteria